# Noah and the Whale
Noah and the Whale je engleski indi folk bend formiran 2006. u Londonu.

## Članovi benda
- Čarli Fink – glavni vokal, gitara
- Tom Hobden – violina, klavijatura
- Met "Urbi Vejl" Ovens – bas gitara
- Fred Abot - gitara, klavijatura
- Majkl Petjula - bubnjevi

## Diskografija
- Peaceful, the World Lays Me Down (2008)
- The First Days of Spring (2009)
- Last Night on Earth (2011)
- Heart of Nowhere (2013)

## Spoljašnje veze
- Noah and the Whale